# Loose Change
Loose Change er en dokumentarfilm der tager udgangspunkt i den ide, at terrorangrebet 11. september 2001 ikke nødvendigvis var planlagt af Osama Bin Laden.
Filmen opsummerer på cirka 80 minutter de forskellige anklager imod den officielle forklaring.
Loose Change kan ses på Youtube og Google Video.